# Paulo Anchieta Veloso Pinto
Paulo Anchieta Veloso Pinto (ur. 13 listopada 1976 w Lauras en Minas Gerais) – brazylijski siatkarz, gra na pozycji przyjmującego.
W sezonie 2009/2010 występował na parkietach PlusLigi w barwach AZS Olsztyn.
We wszystkich dotychczasowych klubach występował z numerem siódmym na klubowej koszulce.

## Sukcesy
- Mistrzostwo Brazylii z Telemig Celular Minas (1999)
- Mistrzostwo klubowe Ameryki Południowej z Telemig Celular Minas (1999)
- 1. miejsce w Superpucharze Hiszpanii z Unicaja Almería (2006)
- 1. miejsce w Pucharze Króla z Unicaja Almería (2007)
- 2. miejsce w Mistrzostwach Hiszpanii z Unicaja Almería (2006/2007)